# Universitat de Cantàbria
La Universitat de Cantàbria (UC) és una universitat pública a la comunitat autònoma de Cantàbria (Espanya). Actualment hi ha dos campus, un a Santander i un a Torrelavega. El 2009, el govern d'Espanya la va seleccionar com a Campus d'Excel·lència Internacional.
La UC és membre fundador del Grup 9 d'Universitats (G9) espanyoles, creat el 1997 per a promoure la col·laboració entre les institucions universitàries que l'integren, tant pel que fa a les activitats docents i investigadores com a la gestió i els serveis. També està integrada a l'aliança europea d'universitats EUNICE (European University for Customised Education).

## Història
Es va crear el 18 d'agost de 1972 per decret del Consell de ministres amb el nom d'Universitat de Santander. Tretze anys més tard va prendre el nom d'Universitat de Cantàbria. Abans ja hi havia diverses escoles superiors independents que es van anar integrant en la Universitat de Cantàbria.

## Centres docents[2]
- Escola Tècnica Superior d'Enginyers de Camins, Canals i Ports
- Escola Tècnica Superior d'Enginyers Industrials i de Telecomunicació
- Escola Tècnica Superior de Nàutica
- Escola Universitària d'Infermeria
- Escola Universitària d'Enginyeria Tècnica Minera
- Facultat de Ciències
- Facultat de Ciències Econòmiques i Empreasarials
- Facultat de Dret
- Facultat d'Educació
- Facultat de Filosofia i Lletres
- Facultat de Medicina
- Unitat docent d'Enginyeria Ambiental

## Centres docents adscrits
- Escola Universitària de Turisme Altamira
- Escola Universitària de Fisioteràpia Gimbernat-Cantàbria